# Monte Tai
Il Monte Tai (泰山S, Tài ShānP) è la più importante delle cinque montagne sacre taoiste della Cina, situata nella provincia dello Shandong, a sud della città di Jinan. La vetta del Monte Tai - il Picco dell'Imperatore di Giada (cinese semplificato: 玉皇顶; cinese tradizionale: 玉皇頂; pinyin: Yùhuáng Dǐng) - è alta 1.545 metri.
È associato all'alba, alla nascita e al rinnovamento ed è il più venerato dei cinque monti sacri cinesi, ricordato come tale da iscrizioni sin dal I secolo. La cima è raggiungibile attraverso una ripida scalinata di pietra che parte dall'omonima città, Tai'an. Dalle pendici alla cima vi sono stati edificati molti templi, la maggior parte dei quali risale alla dinastia Ming. Nei suoi pressi si trova anche il Convento delle sommità animate dei monti, eretto dai Tang nell'VIII secolo. A causa della sua importanza sacra, è stato inserito nel 1987 nel patrimonio dell'umanità dell'UNESCO. 
Un terremoto o una tempesta si verificò intorno al Monte Tai nel 1831 a.C. o nel 1652 a.C., noto anche come terremoto del Monte Tai. Questo evento è stato registrato per la prima volta negli Annali del Bambù e, attualmente, è riconosciuto dalla maggior parte degli studiosi come il primo terremoto registrato nella storia cinese.

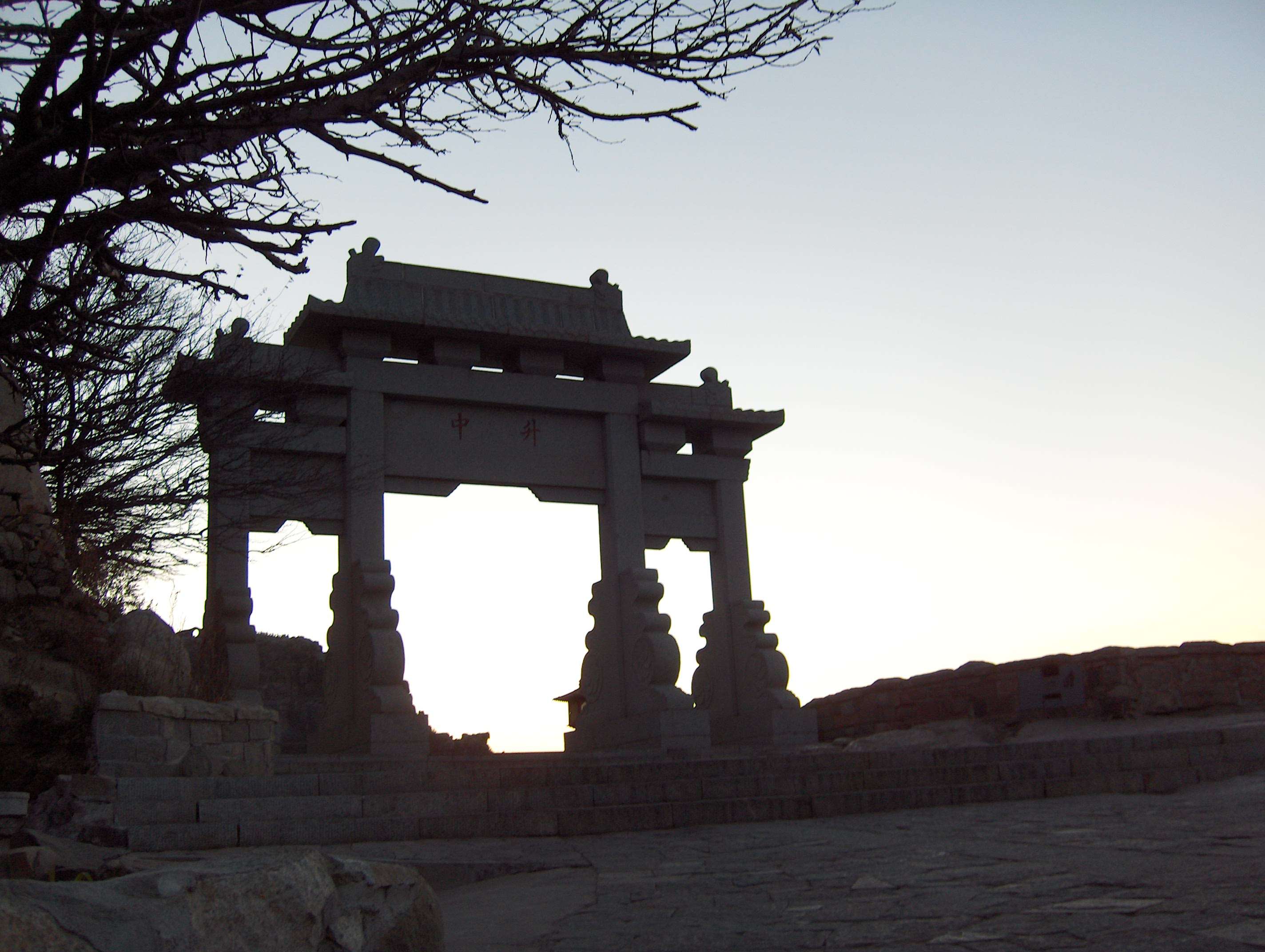
Alba a Taishan

La montagna è in ogni periodo dell'anno meta di pellegrinaggi da parte di taoisti devoti e di turisti. Il "pellegrinaggio" si conclude alla cima della montagna, alla quale si arriva verso sera, dopo 4-5 ore di cammino lungo la scalinata di pietra. I fedeli trascorrono la notte nelle camere affittate dagli albergatori sulla cima e si apprestano ad assistere all'alba dalle sommità scoscese della cima, puntellata ovunque da templi e santuari.

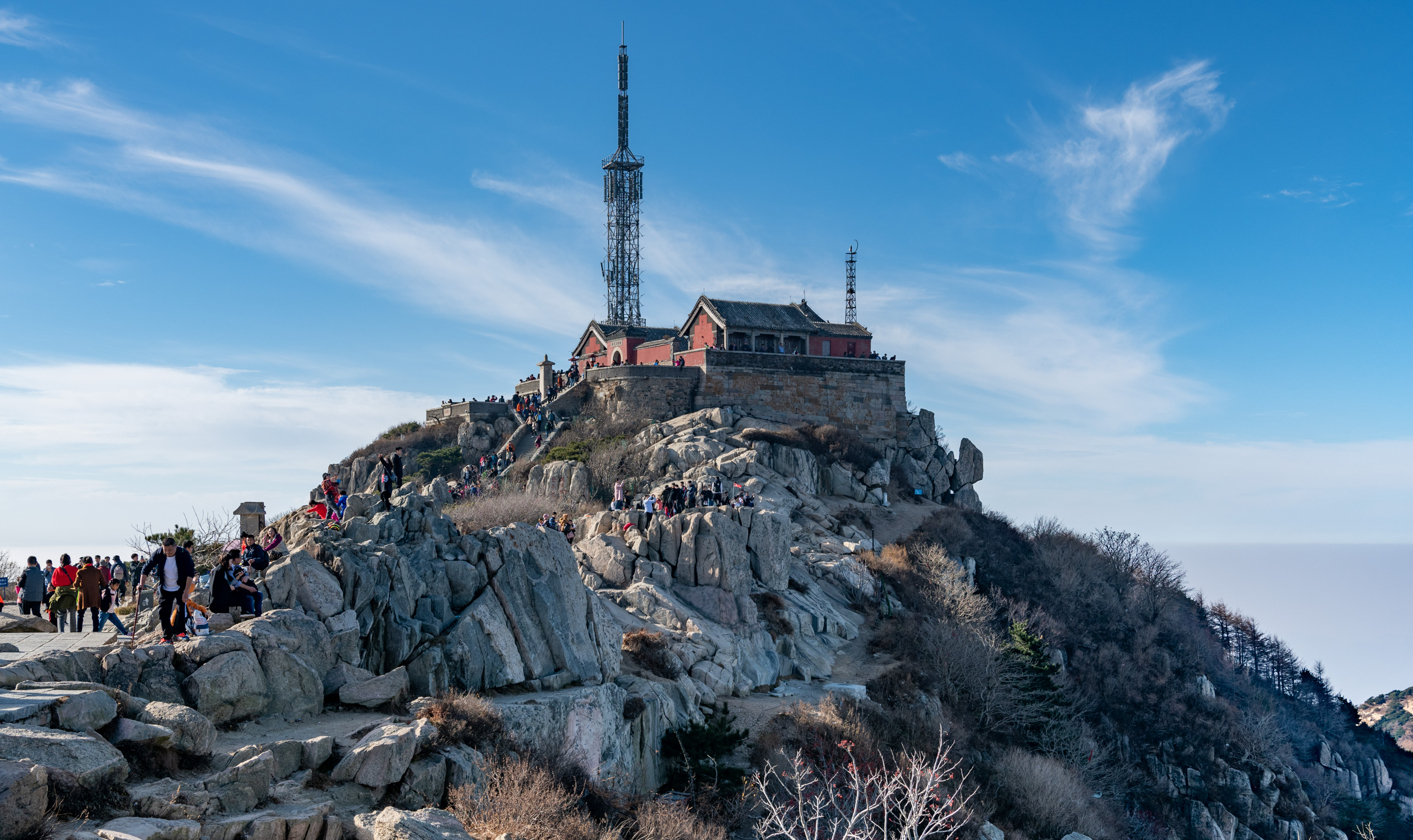
JadeEmperor Peak, la cima del Mount Tai

La bellezza del T'ai Shan non è soltanto nei suoi monumenti, ma anche nelle bellezze naturali che lo circondano. Sui fianchi della montagna, tra enormi massi di roccia, cresce una fitta vegetazione che sale fino a lambire il santuario dell'Imperatore di Giada. Sono state catalogate più di mille specie vegetali, di cui quasi 500 con proprietà medicinali, e oltre 300 specie animali, delle quali 122 di uccelli che nidificano sugli alberi e tra le rocce.

## Storia
Tracce della presenza umana sul Monte Tai risalgono al Paleolitico. Le prove dell'insediamento umano dell'area possono essere dimostrate a partire dal Neolitico. Durante questo periodo, due culture erano emerse vicino alla montagna, la cultura Dawenkou a sud e la cultura Longshan a nord.
Durante la dinastia Xia (2070-1600 a.C. circa) la montagna era conosciuta come Monte Dai (cinese: 岱山; pinyin: Dài Shān) e si trovava all'interno dei confini di Qingzhou, una delle Nove Province dell'antica Cina.
Nel 221 a.C. Ying Zheng, re di Qin, s'impose sugli altri sovrani ed assunse il titolo di "Primo imperatore". Durante il suo dominio il Paese venne unificato, si cominciò la costruzione della Grande muraglia cinese ed ebbe inizio una delle epoche di maggiore splendore nella storia della Cina. L'imperatore scelse la cima T'ai Shan, una montagna che s'innalza fino a 1545 metri di altitudine sulla pianura del Fiume Giallo, nella provincia dello Shandong (Cina orientale), per celebrare il "Culto del Cielo e della Terra". Ben presto la fama della montagna si diffuse ovunque. Se, come credeva il popolo, l'imperatore era figlio del Cielo e veniva dalla lontana Pechino per vedere suo padre, voleva dire che T'ai Shan era la dimora divina: per questo tutti i cinesi cominciarono a considerarla non solo una semplice montagna ma l'incarnazione sacra della "dea delle nuvole di smeraldo".
Da allora tutte le religioni della Cina hanno onorato T'ai Shan. A dimostrazione di tale rispetto, sono state costruite lungo le sue pendici decine e decine di complessi artistici. Ad oggi si contano 22 templi, 97 rovine monumentali, centinaia di statue e altri elementi decorativi: elencare gli stili è praticamente impossibile anche perché la loro origine risale ad epoche diverse.

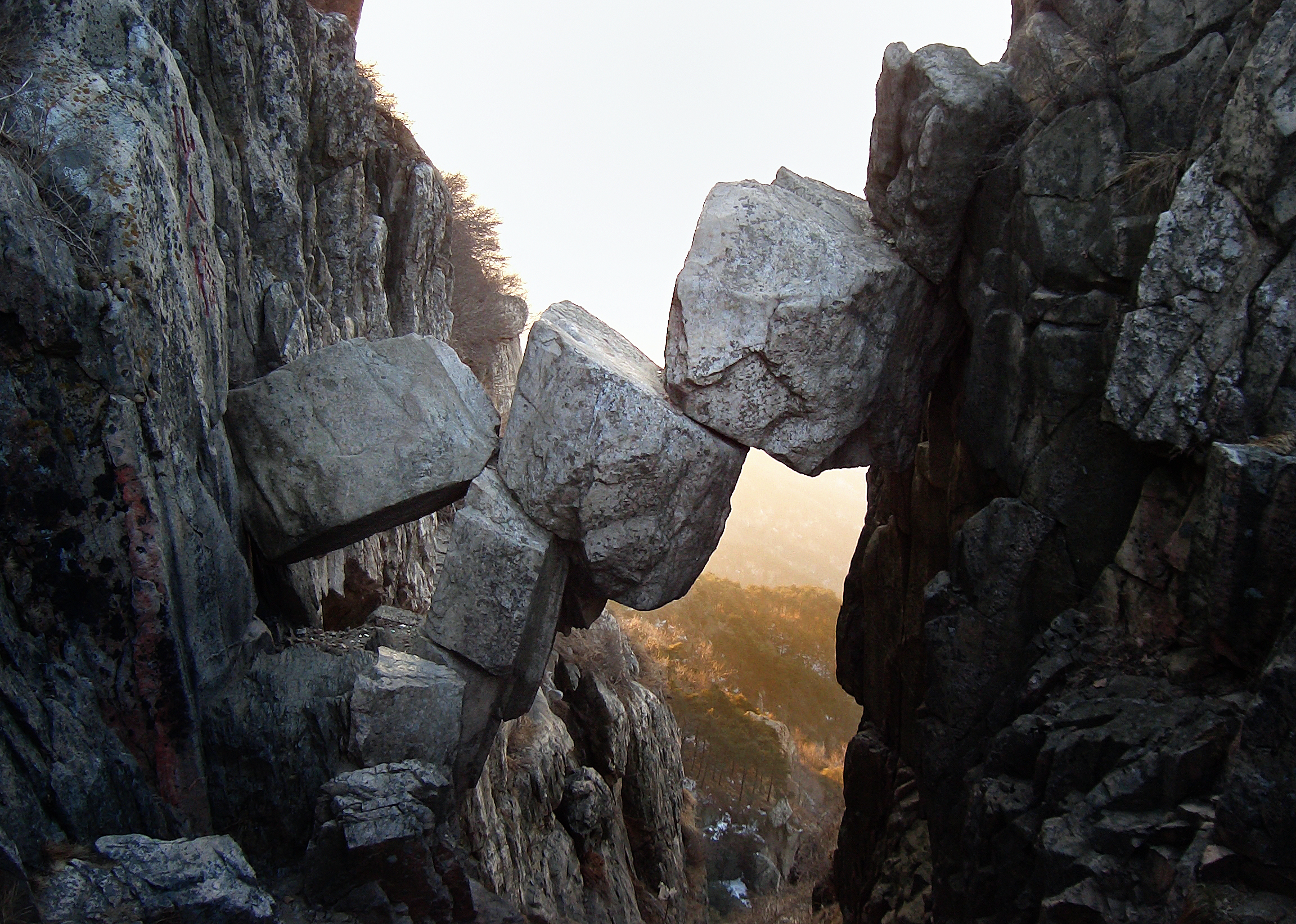
Il Ponte Immortale, una formazione rocciosa naturale.

Dall'Arco Daizong inizia la salita verso la cima del monte, attraverso un'interminabile scalinata di 6.239 gradini fiancheggiata da padiglioni, stele, boschetti di pini e cipressi, cascate e cascatelle. Nel corso della salita s'incontrano fastosi edifici, come il "tempio della Roccia Divina", considerato uno dei quattro più belli della Cina. In un'area pianeggiante nei pressi della vetta, il cosiddetto Cammino del Paradiso conduce al tempio della "dea delle nuvole di smeraldo".
Al culmine della scalinata sorge il santuario più importante, quello dedicato all'Imperatore di Giada, il cui culto iniziò circa mille anni fa ed è vivo ancora oggi. Molti pellegrini iniziano la salita al T'ai Shan, che dura sei o sette ore, alla sera, e, dopo aver attraversato la Porta Celeste del Sud, che si trova nei pressi della cima, nelle prime ore del mattino assistono allo spettacolo che costituisce lo scopo del loro viaggio: lo straordinario sorgere del sole sulle montagne circostanti.

## Significato culturale

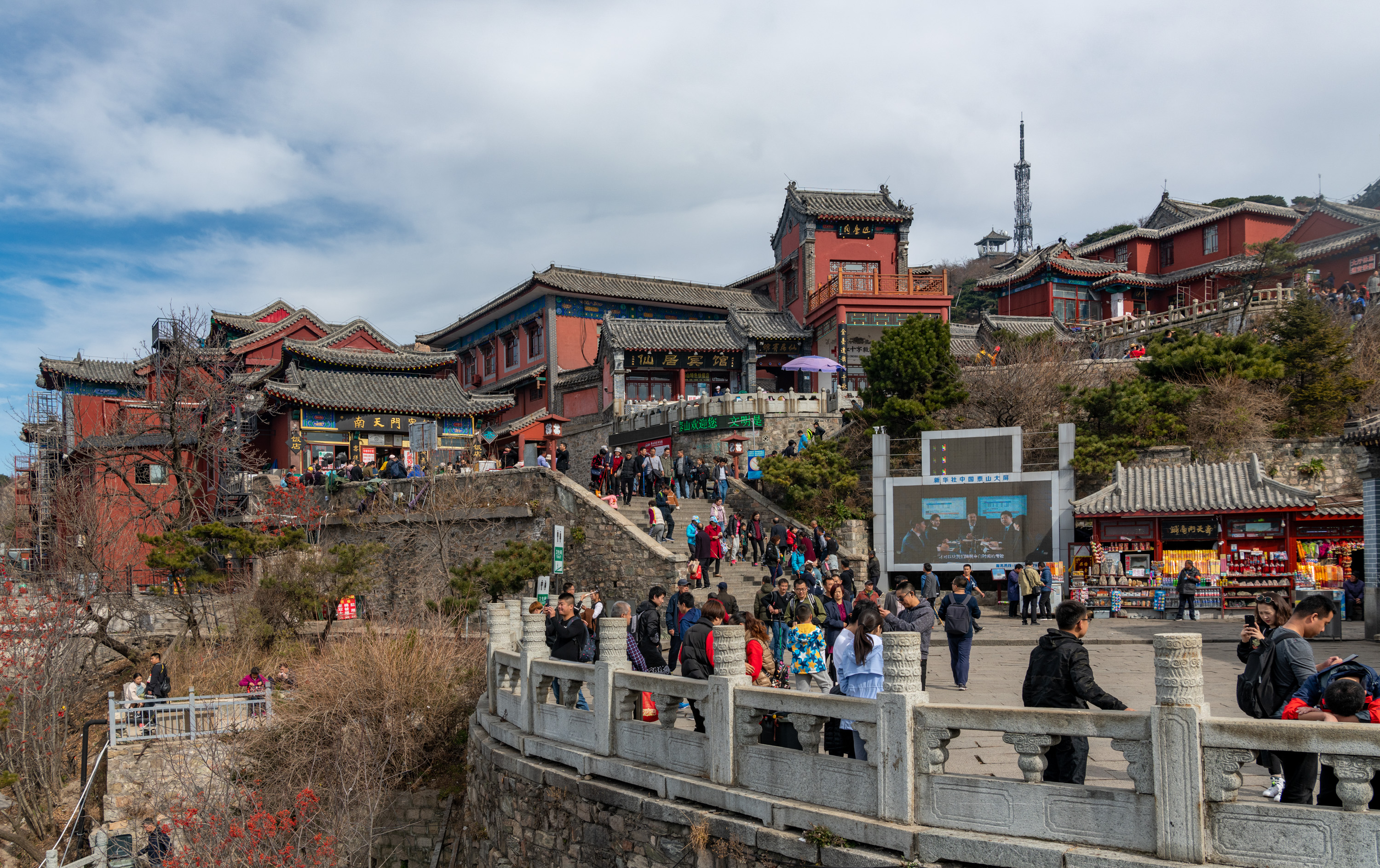
Complesso di templi in cima al Monte Tai

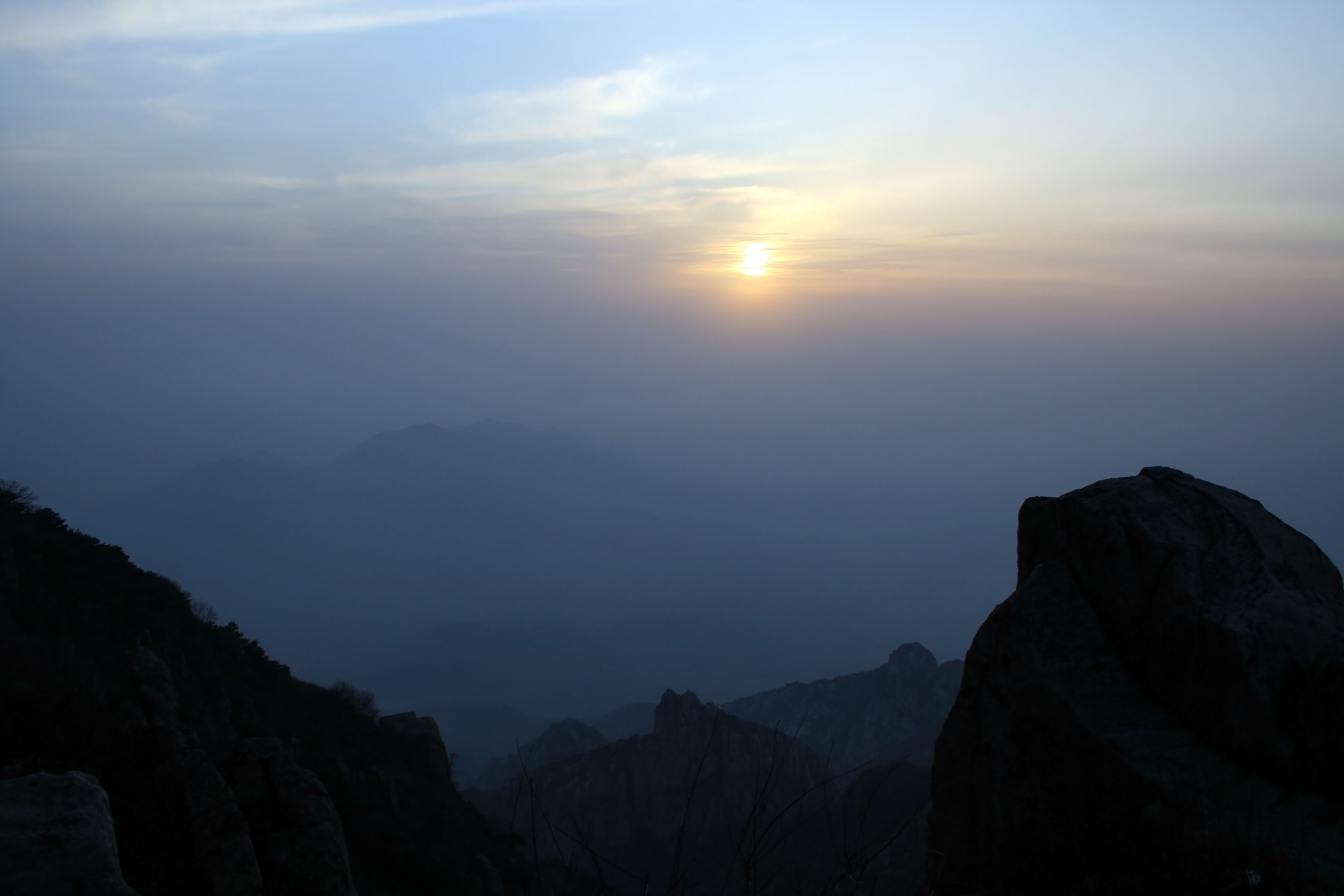
L'alba vista dalla piattaforma panoramica Lu

Il Monte Tai è di fondamentale importanza nella religione cinese, essendo la più orientale delle cinque Montagne Sacre della Cina. Secondo i documenti storici, il Monte Tai divenne un luogo sacro visitato dagli imperatori per offrire sacrifici e meditare durante la dinastia Zhou qualche tempo prima del 1000 a.C. Un totale di 72 imperatori sono stati registrati in visita. La leggenda sostiene che l'imperatore Shun iniziò la tradizione delle visite imperiali al Monte Tai.
Gli scrittori vi andavano anche per acquisire ispirazione, per comporre poesie, scrivere saggi, dipingere e scattare foto. Quindi, un gran numero di reliquie culturali sono state lasciate sulla montagna.

## Galleria d'immagini

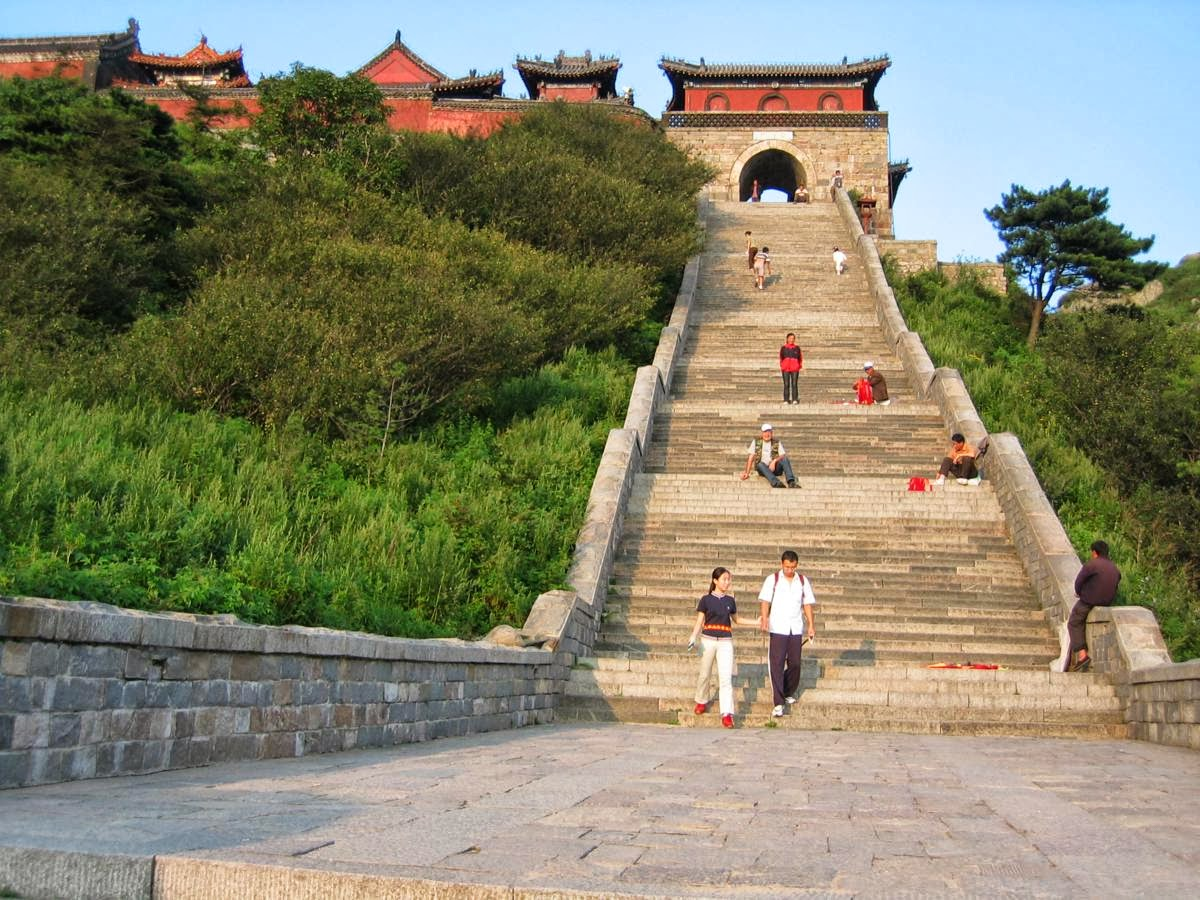
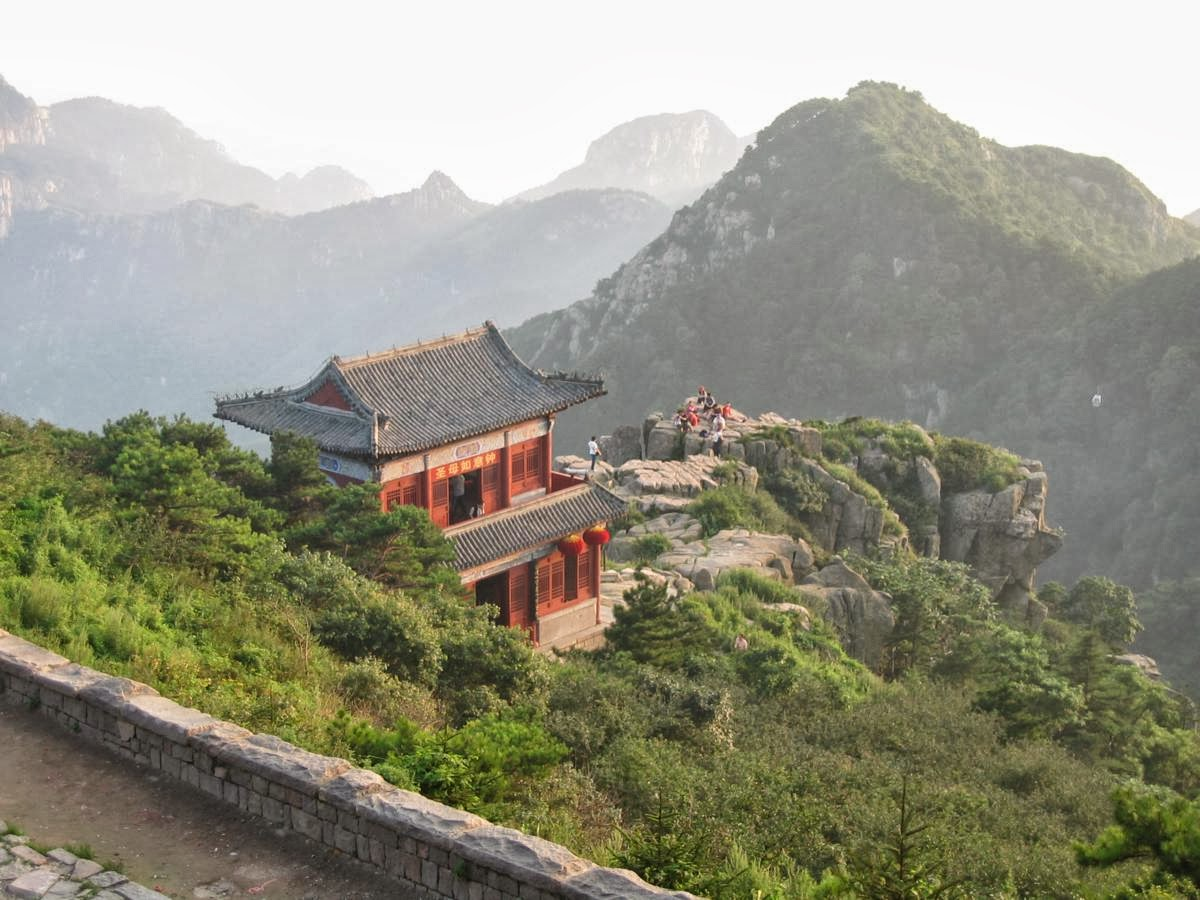
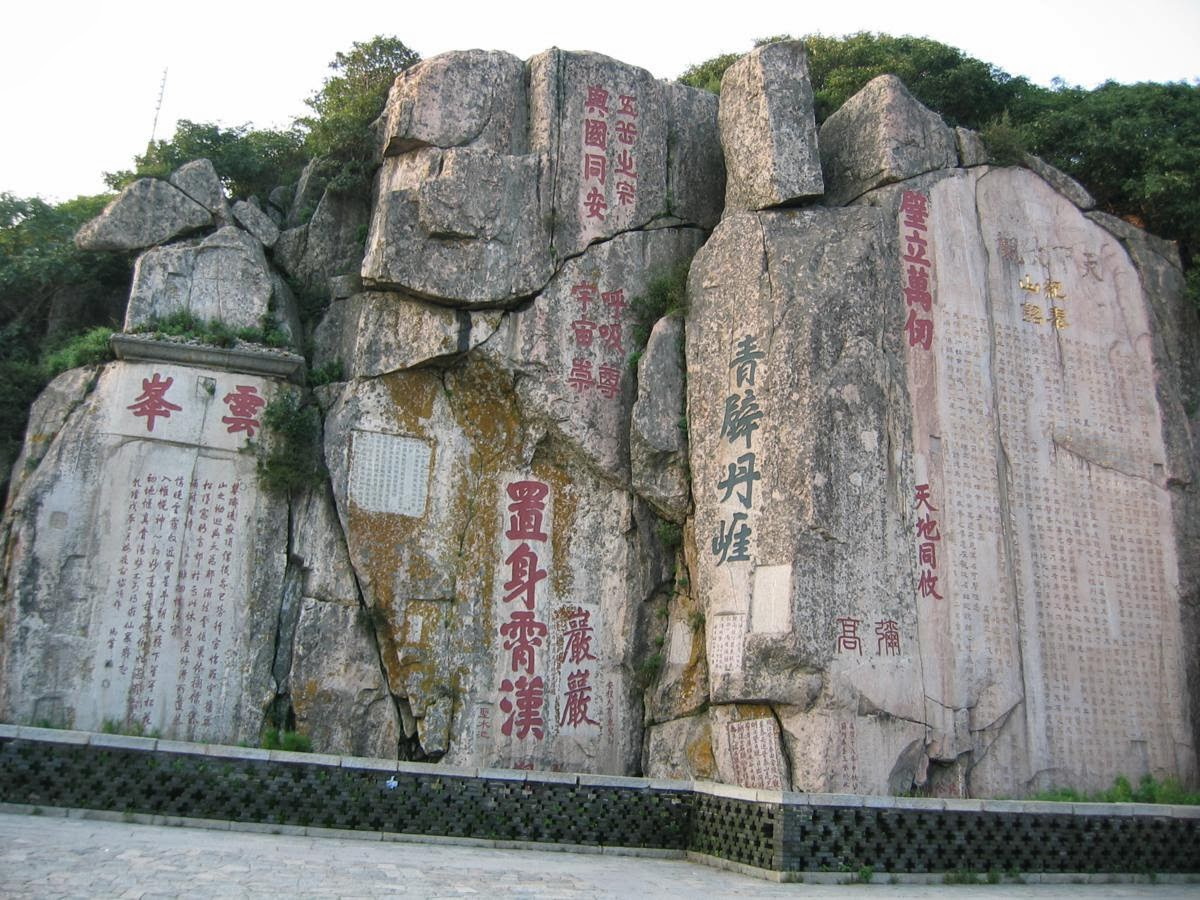
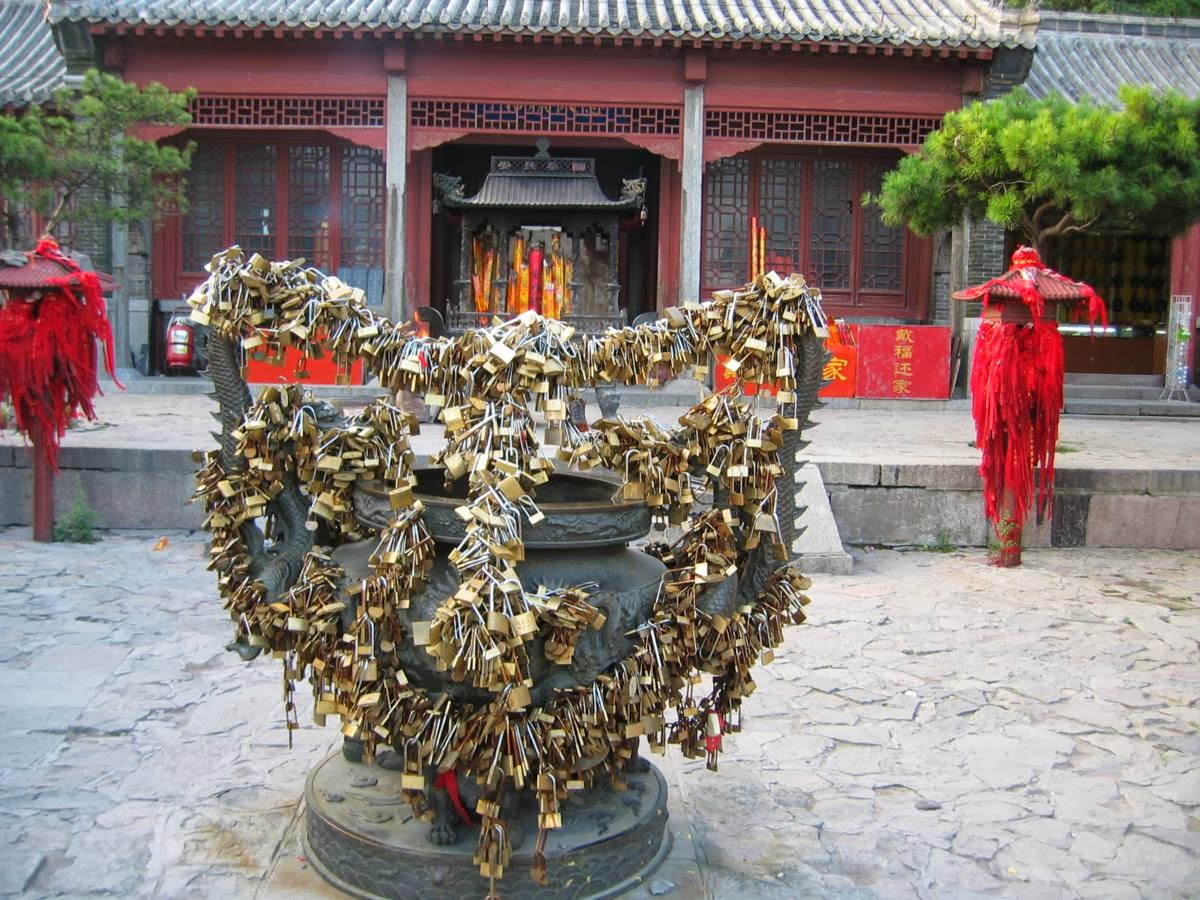
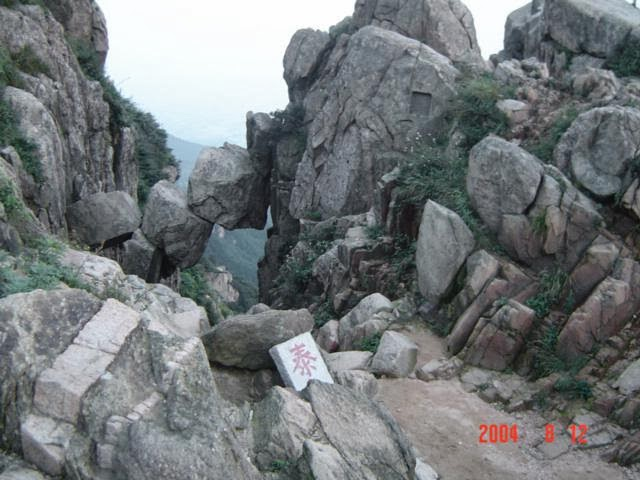

## Fonti
1. ↑  (EN) Mount Tai, Encyclopædia Britannica (archiviato dall'url originale il 2 febbraio 2015).
2. ↑  (EN) Yuan Xingzhong e Liu Hong, 2, in Studies on the diversity of soil animals in Taishan Mountain, Journal of Forestry Research, vol. 11, 2000,  pp. 109–113 (archiviato dall'url originale il 30 settembre 2007).
3. 1 2  (ZH) 晁洪太, 王志才, 李家灵 e 崔昭文, 2, in 山东泰安地区断层的最新活动与"泰山震", 地震地质, vol. 21, 1999,  pp. 105-114 (archiviato dall'url originale l'8 aprile 2020).
4. 1 2  (ZH) 刁颋, 376, in 夏帝发七年"泰山震"的解读, 国际地震动态, vol. 32, 2010,  pp. 36-44 (archiviato dall'url originale il 28 maggio 2020).
5. ↑  (ZH) 高继宗, 359, in 夏发七年"泰山地震"考, 国际地震动态, vol. 30, 2008,  p. 135 (archiviato dall'url originale il 28 maggio 2020).
6. ↑  (ZH) 雷册渊, 中国最早的地震记录 距今4000多年, in people.cn (人民网)/, 23 agosto 2017 (archiviato dall'url originale il 26 giugno 2018).
7. ↑  (ZH) 历史钩沉：泰山地震——历史上最早记载的地震, in 泰安大众网, 23 maggio 2015 (archiviato dall'url originale il 26 giugno 2018).
8. ↑  (ZH) Introduction to Qingzhou (青州城市概況), in Qingzhou Government Website (archiviato dall'url originale il 16 gennaio 2014).
9. ↑  (ZH) 泰山："五岳之首"承载华夏至尊, su gov.cn (archiviato dall'url originale il 24 maggio 2024).
10. 1 2  (EN) Jonathan Chatwin, The Southern Tour: Deng Xiaoping and the Fight for China's Future, Bloomsbury Academic, 2024,  p. 30, ISBN 9781350435711.